# Església de Sant Esteve d'en Bas
Església parroquial de Sant Esteve d'en Bas és una església de la Vall d'en Bas (Garrotxa) protegida com a bé cultural d'interès local. L'església de Sant Esteve centra el poble del mateix nom, situat en un vessant de la muntanya de Murrià, sobre la vall d'en Bas.

## Descripció
És un edifici de grans dimensions, originalment d'una nau amb transsepte i tres absis romànics, el central més gran i de forma poligonal. A l'exterior, absis central és decorat amb cinc arcuacions dins de les quals hi ha finestres cegues, dues de les quals són geminades. A l'interior l'absis és semicircular i està decorat per cinc arcades sostingudes per sis columnes. Actualment, l'església consta de tres naus fruit de l'ampliació realitzada al segle xviii. Al llarg del temps el temple ha sofert diverses remodelacions que s'inicien al segle xv i continuen fins als nostres dies. La portalada és d'arc de mig punt amb llinda i al capdamunt s'alça el campanar de torre barroc amb coronament de balustrades.
Cal destacar la decoració escultòrica present en diversos capitells de l'interior. Dos permòdols situats en els murs interiors de l'església, un per banda. El del costat de l'evangeli representa una fera (llop o guilla) amb una llarga llengua que li penja de la gorga oberta. El permòdol del costat de l'epístola representa un cap d'home toscament treballat i agafada per una mà que continua amb un tros de braç. Per les característiques de l'escultura podria ser realitzada per un artesà de Majestats.
Els capitells es troben a la nau i davant l'absis. Tenen diferents motius: vegetals, animals i historiats. El treball és sovint arcaic i alguns fins i tot presenten una forma hieràtica. La pica baptismal està situada a l'entrada de l'església i és de forma troncocònica, no gaire grossa; és de les d'immersió. Destaquen tres cordons trenats amb gran alt relleu i amb direccions contràries esculpits.

## Història
Aquesta església està situada sota els cingles del Puigsacalm. La construcció original és del primer romànic feta amb materials més rudimentaris que foren substituïts per les restes romàniques conservades i que podem datar a la dotzena centúria. Entre aquestes restes cal destacar amb ordre de prioritat els elements aquí descrits. Bernat Tallaferro, l'any 1117, cedeix el lloc d'Ullo (cita l'església) al bisbat. L'acta de consagració data de 1119.
Els terratrèmols de 1427 i 1428 sacsejaren l'església i l'any 1432 foren reconstruïts alguns arcs. Durant el segle xviii fou reformada de nou i adquirí una presència basilical en detriment de la romànica. De l'edifici del segle xii només es conserva l'absis, restaurat l'any 1947. Dins l'església es guarda un conjunt escultòric que representa la crucifixió. Aquest relleu és d'un gran arcaisme i hieratisme.